# 623
623（六百二十三、ろっぴゃくにじゅうさん）は自然数、また整数において、622の次で624の前の数である。

## 性質
- 623は合成数であり、約数は 1, 7, 89, 623 である。
  - 約数の和は720。
- 190番目の半素数である。1つ前は622、次は626。
- 各位の和が11になる54番目の数である。1つ前は614、次は632。
- 各位の平方和が平方数になる54番目の数である。1つ前は608、次は629。(オンライン整数列大辞典の数列 A175396)
62 + 22 + 32 = 49 = 72
- 623 = 43 + 63 + 73
  - 3つの正の数の立方数の和1通りで表せる81番目の数である。1つ前は603、次は638。(オンライン整数列大辞典の数列 A025395)
  - 異なる3つの正の数の立方数の和1通りで表せる40番目の数である。1つ前は603、次は638。(オンライン整数列大辞典の数列 A025399)
  - n = 3 のときの 4n + 6n + 7n の値とみたとき1つ前は101、次は3953。(オンライン整数列大辞典の数列 A074565)
  - 623 = (7+1/2)3 + (11+1/2)3 + (13+1/2)3
- 62…23 の形の数はすべて7の倍数である。(例．623 = 89 × 7)
- 桁の調和平均が3になる13番目の数である。1つ前は442、次は632。(オンライン整数列大辞典の数列 A062181)
例．3/1/6 + 1/2 + 1/3 = 3

## その他 623 に関連すること
- 西暦623年
- 紀元前623年
- 吉崎観音の定番キャラクターに「623」（むつみ）がいる。漫画『ケロロ軍曹』では「北城睦実」という名がある。詳細は北城睦実を参照。
- 医薬品の薬効分類に「623」抗ハンセン病剤がある。